# Le Clan Rhett Butler
 (octobre 2012).
Si vous disposez d'ouvrages ou d'articles de référence ou si vous connaissez des sites web de qualité traitant du thème abordé ici, merci de compléter l'article en donnant les références utiles à sa vérifiabilité et en les liant à la section « Notes et références ».
 (octobre 2012).
- Si vous ne connaissez pas le sujet, laissez ce bandeau (vous pouvez alors contacter les auteurs).
- Si vous supprimez le contenu mis en cause (vous pouvez préalablement contacter les auteurs),

argumentez précisément cette suppression dans la page de discussion
(un manque de référence n'est pas un argument ; une recherche réelle de référence doit avoir été effectuée, être formellement documentée).
Le Clan Rhett Butler est un ouvrage écrit par Donald McCaig et paru en 2007. Ce livre est une suite d'Autant en emporte le vent. Comme le roman Scarlett d'Alexandra Ripley, il a été commandé et approuvé par les héritiers de Margaret Mitchell,. Ce livre est composé de trois parties: Antebelum, Reconstruction et Tara. Il commence 12 ans avant la guerre de Sécession et se termine en 1874. 

## L'histoire

### Antebellum
Cette première partie commence par une affaire d'honneur entre Rhett Butler, fils d'un propriétaire terrien Langston Butler, et Shad Watling, fils du contremaître de Langston, qui accuse Rhett d'avoir mis sa sœur Belle enceinte. Rhett est accompagné d'un de ses amis, John Haynes qui lui sert de témoin dans cette affaire et qui essaie par tous les moyens d'empêcher son ami de se battre en duel. Malgré les nombreuses tentatives de ce dernier, Rhett abat Shad d'un coup de pistolet sur les terres de la plantation de Broughton, propriété des Butler. Cependant ce duel n'est pas du goût de Langston Butler qui bannit son fils de Charleston, ce dernier va mener une vie d'aventurier. Pendant ce temps sa sœur Rosemary lui écrit des lettres qui resteront sans réponse, en effet leur père interceptant toutes ces lettres et celles de Rhett. Elle découvre la vérité grâce à un ami de Rhett, Tunis Bonneau un noir libre, qui lui apporte un cadeau de la part de son frère. Celle-ci furieuse décide de retrouver son père à Charleston où a lieu une vente d'esclaves. Là-bas elle rencontre Andrew Ravanel, un ami de son frère qui vient de se quereller avec Langston Butler à propos d'un joueur de banjo qu'il voulait acquérir. Furieux, il se "venge" en embrassant Rosemary devant tout Charleston. Ce geste qualifié d'indécent pour l'époque a eu pour conséquence le mariage de Rosemary avec John Haynes et celui d'Andrew Ravanel avec Charlotte Fisher, une amie de Rosemary, plus connue pour son immense fortune que pour sa beauté. Pendant ce temps Rhett continuait de gagner de l'argent et après avoir négocié une affaire de coton avec Franck Kennedy, il fut invité par celui-ci à venir aux Douze Chênes où il fit la rencontre de Scarlett O'Hara qui n'a d'yeux que pour Ashley Wilkes fiancé à sa cousine Mélanie Hamilton. Il la rencontra ensuite plusieurs fois à Charleston puis à Atlanta. Un autre personnage fait son entrée à partir du douzième chapitre, il s'agit de Tazewell Watling le fils de Belle vivant à la Nouvelle-Orléans mais que l'on retrouve à Atlanta essayant en vain de chercher sa mère qui tient une maison close à Atlanta ainsi que Rhett Butler qu'il prend à tort pour son père (en effet de nombreuses rumeurs insinuaient cela), il finit par les retrouver. Pendant ce temps la vie suit son cours à Charleston qui est bombardé jour et nuit, le mariage de John et de Rosemary Haynes connait des hauts et des bas car Rosemary est amoureuse d'Andrew Ravanel, cela ne fait qu'empirer lorsque leur fille Meg fut tuée lors d'un bombardement. Il s'ensuit de nombreuses descriptions de batailles et des exploits du colonel Andrew Ravanel, qui était également connu de toute la gent féminine qui venait à sa rencontre, cependant il fut capturé avec sa troupe par les Yankees tout près de l'Ohio. Pendant ce temps sa femme meurt en accouchant d'un enfant mort-né, le soir même John Haynes s'engage dans l'armée. Quelque temps plus tard l'armée Yankee est aux portes d'Atlanta et Rhett Butler aide Scarlett, Mélanie et leurs garçons à évacuer la ville. Il les abandonne pour partir combattre les Yankees. Il rencontre sa sœur partie à la recherche de son mari et qu'elle finira par retrouver mort dans un hôpital. La fin de la partie s'achève sur une phrase de Tunis Bonneau qui accueille Tazewell sur son bateau nommé la Veuve Joyeuse, il lui apprend en effet que l'armée confédérée s'est rendue. 

### Reconstruction
Cette deuxième partie commence par une rétrospective de la vie de Scarlett O'Hara qui tente le tout pour le tout pour faire vivre sa famille et les domestiques. Cependant elle est accablée de dettes et la vie est de plus en plus difficile pour les gens du Sud. Pendant ce temps Rhett Butler rend visite à son père qui ne veut pas le recevoir et à sa sœur, la nouvelle Mme Andrew Ravanel et qui est enceinte. Il apprend également que son ami Tunis est en prison, accusé à tort d'avoir voulu manquer de respect à une femme blanche. Il essaie par tous les moyens de le faire sortir mais n'y arrivant pas, son ami lui demande de le tuer. Il est alors arrêté et est mis en prison à Atlanta. Cependant les Yankees en veulent à son argent, le crime n'étant qu'un prétexte pour le garder à Atlanta. C'est à ce moment que Scarlett lui rend visite pour lui quémander trois cent dollars en se faisant passer pour sa petite sœur. Il refuse de les lui donner et Scarlett part furieuse mais arrive à ses fins en épousant le fiancé de sa sœur Suellen, Franck Kennedy. Elle arrive à sauver Tara et part vivre à Atlanta où elle accouche d'une fille Ella Lorena qui ressemble à son père. Pendant ce temps, Rhett est libéré et revient voir ses anciennes connaissances notamment Belle Watling qui a entrepris quelques changements dans sa vie. En effet, elle ne reçoit plus les clients et entreprend une transformation de son physique et de son intellect avec l'aide de Mélanie Wilkes. Rhett apprend la mort de son père et rejoint sa sœur et sa mère à Charleston pour l'enterrement. Après son retour à Atlanta trois jours plus tard, Scarlett se fait attaquer à Shanty Town et les membres du Ku Klux Klan, dont font partie Franck Kennedy, Ashley Wilkes et d'autres hommes que Scarlett connait, décident d'organiser une expédition punitive. Mais ils sont repérés par les Yankees et ce n'est que grâce à la ruse de Belle et de Rhett que les survivants peuvent rentrer chez eux. Durant cette expédition Franck Kennedy a trouvé la mort et Rhett demande alors Scarlett en mariage, ce qu'elle va finir par accepter car Rhett a beaucoup d'argent. Le couple se rend à la Nouvelle-Orléans pour leur voyage de noces et rencontre Tazewell Watling qui n'a pas pardonné à Rhett d'avoir épousé Scarlett alors que ce dernier pensait qu'il épouserait sa mère. Tazewell travaille comme négociant de coton. Il invite Scarlett au Bal des Quarteronnes, lieu où seules les femmes noires et les hommes blancs sont admis. En effet Scarlett pense à tort que Rhett la trompe. Après ce léger incident il rentre à Atlanta où Scarlett accouche d'une fille Eugénie Victoria dite Bonnie Blue. Cependant leur mariage se désagrège petit à petit, Scarlett étant encore amoureuse d'Ashley. Pendant ce temps Rosemary essaie de raisonner son mari qui est devenu un membre important du Ku Klux Klan de renoncer à tout cela et d'essayer pour leur fils Louis Valentin, ni parvenant pas elle chasse son mari de leur domicile. Andrew Ravanel se fait arrêter quelques semaines plus tard. La mère de Rosemary et de Rhett meurt dans son sommeil. Après son procès, Andrew Ravanel est remis en liberté mais il comprend qu'il est fini et décide de se suicider. Juste avant il écrit une lettre à son fils ainé : Tazewell Watling. Rosemary arrive à tenir le coup grâce à la correspondance qu'elle entretient avec Mélanie Wilkes. Cette dernière se doute des relations qu'entretiennent son mari et Scarlett. Ses doutes sont confirmés lorsque le jour de l'anniversaire d'Ashley les deux jeunes gens laissent cours à leur attirance mutuelle. Mais Mélanie arrête les rumeurs. Rhett emmène sa fille et Belle à la Nouvelle-Orléans voir Tazewell et lui apprendre sa parenté avec Andrew Ravanel. Un an après, Mélanie Wilkes apprend qu'elle est enceinte, elle sollicite Rosemary en lui demandant d'aider Rhett et Scarlett à redevenir un couple après la mort de Bonnie. Mais Mélanie meurt des suites de cette grossesse qu'elle n'aurait jamais du tenter, en effet la naissance difficile de son fils Beau et les travaux à Tara l'ont complètement affaiblie. Elle est enterrée aux Douze Chênes.

### Tara
Cette troisième et dernière partie commence par l'installation de Scarlett à Tara avec ses deux enfants, Rosemary et son fils Louis Valentin. Cependant la vie à Tara est ponctuée par de nombreux incidents tels que la dégradation des jambons, l'abattage des juments, le massacre du chien Boo... Scarlett comprend alors que quelqu'un lui en veut. Pendant ce temps Rosemary et Ashley, qui est rentré au Douze Chênes pour tenter de rénover le domaine, se rapprochent. Scarlett apprend par l'oncle Henry que sa maison a été incendiée. Elle envoie un télégramme à son époux pour lui dire de rentrer. Cependant Belle Watling vient à Tara prévenir Scarlett que son père Isaiah Watling cherche toujours à se venger de Rhett et qu'il attend son retour pour pouvoir le tuer. Scarlett et Rosemary décident alors de passer à l'action, habillées de leur plus beaux atours, elles décident de venir au marché de Jonesboro parler franchement à Isaiah Watling et leurs complices. Cependant Will le mari de Suellen et Ashley ont eu vent de leur projet et viennent au marché. Une bagarre entre eux et Isaiah et ses complices commence alors, Archie Flytte et Will sont tués, tandis qu'Ashley est grièvement blessé. Quant à Isaiah, il réussit à s'enfuir. Après l'enterrement de Will Benteen, Suellen et ses deux enfants partent chez une des tantes de la jeune femme et Rhett revient à Tara avec Tazewell Watling. 
Cependant les rapports entre lui et Scarlett sont remplis de cynisme. Il réussit à faire revenir les ouvriers agricoles pour remettre Tara en état. Il organise un barbecue le 4 juillet malgré le fait que ce soit l'anniversaire de l'Union. Le barbecue rassemble tous les planteurs du comté les Tarleton, les Fontaine ainsi que Tante Pittypat, Belle Watling. Durant la nuit, Tara est incendiée mais fort heureusement il n'y a eu aucun blessé. Rhett et Scarlett tombent nez à nez avec Isaiah Watling. Celui-ci pointa sur Rhett et tira mais c'est Belle qui reçut la balle. Après l'enterrement de Belle à Atlanta, Scarlett et Rhett reviennent dans la maison de tante Pittypat et se promettent de reprendre une vie commune, le roman s'achève dans des éclats de rires.

## Les personnages

### Les habitants du comté de Jonesboro
Scarlett O'Hara : jeune femmee tétue et attachée à sa plantation, elle fera tout pour garder le domaine familial. Elle épousera tour à tour Charles Hamilton, Frank Kennedy et Rhett Butler. Cependant elle a une inclinaison pour son voisin et ami Ashley Wilkes, marié à Mélanie la sœur de son premier mari Charles. Elle a trois enfants, chacun issu de ces trois maris: Wade Hampton Hamilton, Ella Lorena Kennedy et Bonnie Blue Butler. 
Suellen O'Hara : sœur cadette de Scarlett, elle la déteste depuis qu'elle s'est mariée avec son fiancé, Frank Kennedy. Elle finit par se marier avec Will Benteen. Elle aura deux enfants Susie et Robert Lee. Après le décès de son mari elle part vivre chez sa tante Eulalie. 
Mélanie Hamilton: épouse et cousine d'Ashley. Elle est une femme attachante qui adore Scarlett. Elle a un fils Beau. Cependant elle n'est pas dupe des sentiments qui lient Scarlett et son mari.
Ashley Wilkes : le mari de Mélanie. Il est aimé secrètement par Scarlett. Après la mort de Mélanie il essaiera de demander Scarlett en mariage mais celle-ci voulant récupérer Rhett le met à la porte. Il se lie d'amitié avec Rosemary Butler. C'est un grand rêveur, qui se désole de la perte de son monde dû à la guerre, il n'arrive pas à se relever de la disparition de son monde.
Wade Hampton Hamilton : le fils de Scarlett et de Charles, il est très aimé de son beau-père Rhett qui le considère comme son fils. Il s'affirme dans ce roman et tient tête à sa mère. 
Ella Lorena Kennedy : la fille de Scarlett et Frank Kennedy, elle n'est pas très jolie. Elle est sujette à des crises de tremblement. 

### Les habitants de Charleston
Rhett Butler : il est issu de Charleston. C'est le fils d'un grand propriétaire terrien Langston Butler et de sa femme Elisabeth. Langston n'aime pas son fils qu'il considère comme un aventurier, comme l'était son propre père Louis Valentin. Il tombe amoureux de Scarlett O'Hara et après les deux veuvages de cette dernière, fini par l'épouser. Cependant leur mariage connait des hauts et des bas et il finit par se séparer d'elle. 
Rosemary Butler: c'est la sœur de Rhett Butler, elle est amoureuse d'Andrew Ravanel mais elle se marie dans un premier temps avec John Haynes, un ami de son frère. Ils ont une fille Meg qui meurt sous les bombardements de Charleston. Elle se remarie avec Andrew Ravanel devenu veuf et ils ont eu un petit garçon Louis Valentin. Après leur séparation, Andrew se suicide et Rosemary va vivre à Tara. Elle se lie d'amitié avec Ashley Wilkes qui a perdu sa femme, ils finiront par se fiancer à la fin du roman. 
Andrew Ravanel: ami de Rhett Butler, il est un coureur de jupon et un grand buveur. Il se marie dans un premier temps avec Charlotte Fisher puis quand celle-ci meurt il se marie avec Rosemary Butler.Il est également le père de Tazewell Watling. Durant la guerre il est promu colonel puis il rejoint le mouvement du Ku Klux Klan après la défaite et en devient un membre important. Il se suicide après sa libération de prison.

### Autres personnages importants du roman
Belle Watling: elle est la fille du contremaitre de Langston Butler. Elle tombe amoureuse d'Andrew Ravanel et met au monde un petit garçon qu'elle place en pension. Elle devient par la suite une tenancière de maison close. Elle est secrètement amoureuse de Rhett Butler. Elle meurt à la fin du roman en voulant le protéger, son père Isaiah voulant le tuer avec un pistolet.
Tazewell Watling: fils de Belle Watling et d'Andrew Ravanel, il est confié très tôt à un pensionnat. Il reçoit une bonne éducation chez les Jésuites. Il travaille dans le commerce de coton à la Nouvelle-Orléans. 
Isaiah Watling: Père de Belle et de Shad Watling, il ne cesse de vouloir se venger de Rhett Butler, celui-ci ayant tué son fils lors d'un duel. Il finira en prison après avoir tué sa fille.